# Maurice Leenhardt
Pour les articles homonymes, voir Leenhardt.
Maurice Leenhardt, né le 9 mars 1878 à Montauban et mort le 26 janvier 1954 à Paris, est un pasteur, ethnologue et missionnaire adepte de la missiologie français. Spécialiste du peuple kanak, il est missionnaire en Nouvelle-Calédonie de 1902 à 1926, puis ethnologue et universitaire de 1942 à sa mort.

## Biographie

### Années de formation
D'origine allemande, la famille de Maurice Leenhardt s'est installée près de Montpellier au milieu du XIXe siècle. Son père Franz Leenhardt, géologue devenu pasteur protestant, avait mis en place et assuré un cours de sciences physiques et naturelles à la faculté de théologie protestante de Montauban. Quatrième d'une famille de 5 enfants, Jean Henri Maurice Leenhardt est un élève turbulent. Il décroche son baccalauréat en 1898, après trois tentatives infructueuses, son père l'ayant inscrit au collège pastoral des Batignolles à Paris. Durant cette période, il participe régulièrement aux activités de la Société des missions évangéliques de Paris (SMEP).
Maurice Leenhardt s'inscrit dans la faculté  où son père est enseignant en 1899 et y soutient en 1902 une thèse de licence sur Le mouvement éthiopien au sud de l'Afrique de 1896 à 1899. Ce mouvement est sous l'égide de deux pasteurs : Mangena Mokone (sv) et James Dawne et s'inscrit dans une mouvance séparatiste, messianique et indigéniste. Selon Leenhardt, il s'agit d'un mouvement de revendication sociale issu des réactions légitimes des Africains contre les discriminations raciales.
Il a pour maîtres Alfred Boegner et Hermann Kruger[réf. souhaitée].

### 1902-1920: première mission en Nouvelle-Calédonie
Les îles Loyauté situées au nord-ouest de Nouméa ont été évangélisées à partir de 1840 par l'église anglicane et la London Misionary Society . Ces missionnaires anglais déploient dans en Océanie une stratégie qui leur permet de toucher un maximum de personnes sans être contrains d'envoyer un grand nombre de missionnaires : ils forment parmi les nouveaux convertis des prédicateurs des nata), lesquels vont ensuite transmettre l'évangile à leurs clans. 

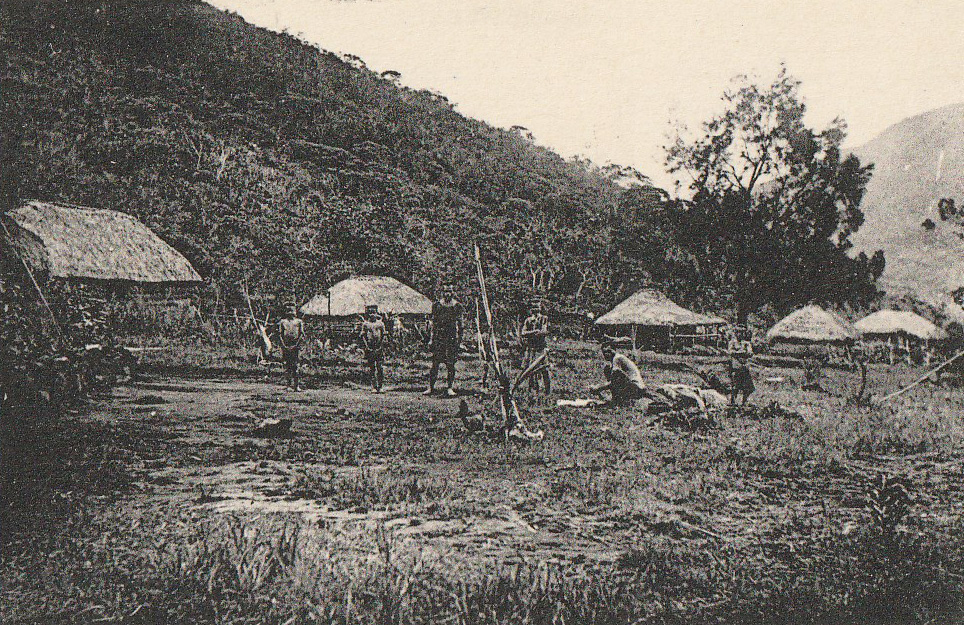
Les maisons des natas à Houailou (1er quart du XX^{e} siècle)

Au début du XXe siècle, les autorités protestantes sont autorisées par le gouverneur Paul Feuillet à s'implanter sur la Grande Terre pour ne pas laisser le monopole de l'évangélisation des Kanaks aux maristes. Ces premiers pasteurs font alors appel aux natas des îles Loyautés pour les aider dans leur tâche. Cependant, la mission protestante rencontre rapidement des difficultés avec les colons qui demandent son expulsion car les protestants sont accusés d'inciter les « indigènes » à  résister à l'autorité des  blancs. C'est dans ce contexte que Maurice Leenhardt est envoyé, en renfort, comme missionnaire par la Société des missions évangéliques de Paris, le 13 novembre 1902 en Nouvelle-Calédonie, à la demande du pasteur Philadelphe Delord.
Maurice Leenhardt fonde, dans la vallée de Houaïlou, la mission de  « Dö nèvâ » le 19 avril 1903, sur une propriété de 20 ha. Il y établit d'abord une école pastorale puis une une école primaire. S'inspirant des méthodes des missionnaires anglicans de la LMS, il s'attache à comprendre la mentalité de ce peuple que l'on pense en voie d'extinction, et qui pouvait lui rappeler les camisards cévenols. Quand il est arrivé en Nouvelle-Calédonie, il a été d'ailleurs  accueilli par ces mots du maire de Nouméa : « Que venez-vous faire ici ? Dans dix ans il n'y aura plus de Kanaks ».
Depuis la répression de la révolte des Kanaks de 1878, l'administration coloniale considère les autochtones comme une nuisance. Le haut-commissaire Testard compare les Kanaks à des loups et recommande de « faire des battues » pour s'en débarrasser. En 1887, les autochtones sont soumis au code de l'indigénat qui restreint leur liberté de circulation, crée des réserves et autorise la réquisition des personnes pour assurer des travaux forcés précédemment dévolus aux bagnards. Les canaques sont priés de quitter leurs terres ancestrales pour laisser la place aux colons. Au début du XXe siècle, les terres détenues par les Kanaks ne représente plus que 10% de la surface de la Grande Terre, pour une population de 10 000 habitants. Les conflits fonciers se multiplient avec les éleveurs européens qui laissent pâturer leurs troupeaux  sur les terres des autochtones. Ces derniers sont particulièrement découragés : le taux de natalité est au plus bas et l'alcoolisme fait des ravages dans cette population.

« On nous a montré un peuple s'élançant dans les bras d'un bon Jésus, mais je ne trouve guère que le fier canaque de l'Insurrection qui, vaincu, préfère ne pas avoir d'enfants que de les voir exploités par les blancs. »

— M. Leenhardt, Lettre de Juin 1903 à ses parents
Maurice Leenhardt va dès lors s'attacher à limiter les abus dans la région d'Houaïlou. Il fait ainsi appel à plusieurs reprises au gouverneur lorsqu'il constate des irrégularités, allant jusqu'à menacer de rapporter aux autorités de métropole des décisions trop favorables aux colons. Il s'insurge contre les réquisitions abusives de main d'œuvre au moment des récoltes. Cette attitude « indigénophile » lui valent les critiques de certains colons et des menaces, mais incitent des Kanaks païens (estimés à 6000 en 1902) à se convertir au protestantisme, avec l'espoir qu'ils pourront ainsi « construire des clôtures contre les invasions du bétail ». Il lutte également contre l'alcoolisme, exigeant des nouveaux convertis l'abstinence totale d'alcool pour participer à la Cène. Comme cette exigence risque de briser les liens familiaux et commerciaux que les canaques protestants entretiennent avec ceux qui sont demeurés païens, notamment lors de festivités traditionnelles (les pilous) où la consommation d'alcool est importante, le pasteur autorise ses ouailles à aider les païens lors des préparatifs, tant qu'ils ne participent pas eux-mêmes à la fête.

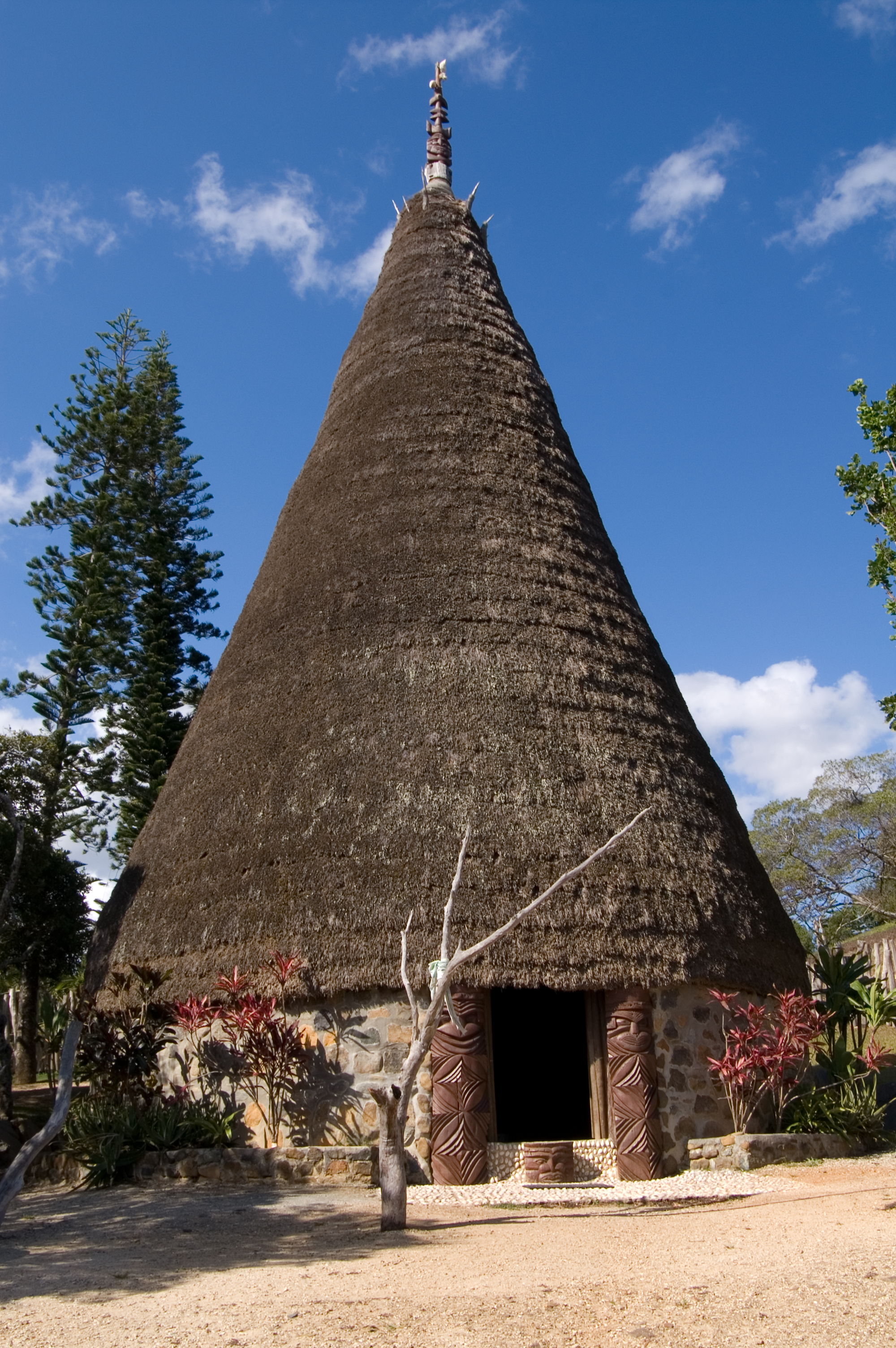
Habitation kanak traditionnelle avec le poteau central qui se termine par une flèche faîtière.

En parallèle, il traduit, avec l'aide des premiers étudiants de la mission, le Nouveau Testament en langue Ajië, le dialecte parlé dans la région d'Houaïlou. La traduction des textes bibliques dans les langues vernaculaires le distingue des missionnaires maristes qui ouvrent das écoles dans l'île pour apprendre le Français à leurs paroissiens et enseigner l'évangile en Français. Toutefois, son approche est également différente de celle des pasteurs de la LMS car il s'attache particulièrement à conserver dans la traduction les expressions idiomatiques canaques. Ainsi, l'expression « pierre d'angle » utilisée dans le Nouveau Testament comme  métaphore pour désigner Jésus, devient le « Poteau central de la grande case » communautaire.
Le troisième axe développé par le missionnaire est la formation de pasteurs locaux qui doivent remplacer les natas loyaltiens qu'il considère comme insuffisamment formés et qui ne prêchent pas dans la langue Ajië.
La conversion au christianisme protestant est l'objectif, mais Leenhardt constate surtout des « adhésions de groupes ou d'individus », en réponse à un « besoin de réagir contre le souffle mortel de la civilisation ». En principe, l'école pastorale de Lifou (îles Loyauté) envoie ses postulants à l'école normale de Do Néva. En 1902, à la première conférence des natas avec Leenhardt, Delord compte 19 natas, tous loyaltiens. En 1908, ils sont 41 pasteurs, dont six de la Grande-Terre. En 1926, ils sont 49, dont quinze Calédoniens non-loyaltiens[réf. souhaitée].
Il s'attache aussi à instruire les laïcs qui se font arnaquer par les commerçants européens sur les marchés, au moment où ils vendent leur récolte.
Au fil des années, Do Néva atteint l'auto-suffisance alimentaire et rayonne culturellement sur les autres vallées de la Grande Terre. Le pasteur entretient une correspondance en Ajië avec des autres vallées .
Grâce aux relations de confiance établies avec les autochtones, il obtient que ses interlocuateurs canaques écrivent, en langue Ajië, ou en langue Paici parlée plus au Nord, des mythes ou une description des institutions traditionnelles, textes qu'il publie sous leurs noms. Le principal et le plus prolifique de ces auteurs, le pasteur Bwesou Eurijisi (ou Boesou Eripisi) (1866-1947), un des premiers pasteurs protestants indigènes consacrés à Do Neva, laisse des dizaines de cahiers. Son nom est cité parmi les quinze auteurs des Documents, tout comme celui d'Eleisha Nabayes, de Yené Bwêêrhexau (René Boréréou) et Joané Nigoth[réf. souhaitée].
Selon James Clifford (anthropologue et historien) (en), Maurice Leenhardt, resté seul pasteur en poste sur la Grande-Terre pendant la guerre 1914-1918, joue un rôle « difficile et ambigu » . La relation de confiance établie avec la population kanak, principalement protestante, fait que le premier contingent indigène de 1915 est de 450 protestants (sur un total de 650). L'arrêt du recrutement en 1916 est bienvenu. Maurice Leenhardt informe en 1916 le gouverneur Jules Repiquet des risques liés au recrutement forcé[réf. souhaitée].
La reprise maladroite du recrutement en 1917 amène la révolte kanak de 1917. Le procès entraîne l'inculpation du chef Néa (Wanas, Wéava). En arrêtant un innocent, la justice française perd toute crédibilité vis à vis de la population autochtone. Maurice Leenhardt est lui-même accusé par un prêtre catholique d'avoir fomenté cette révolte et appelé à la barre le 5 septembre 1919.
Maurice Leenhardt, grâce aux natas et au soutien de la population, trouve l'origine de la monnaie noire qui a  circulé parmi les insurgés et à prouver l'innocence de Néa. Le devin Paétou, inspirateur du mouvement, se rend à Leenhardt, qui l'accompagne chez le Gouverneur pour sa reddition. (Source : Jean Guiart 2001:159).[à recycler]
Après 10 années passées en Nouvelle-Calédonie comme missionnaire, Maurice Leenhardt et sa famille regagnent la métropole le 9 mars 1920, peu avant la mort de son père.

### 1920-1939
De retour en France, il publie une série d'articles sur son expérience de missionnaire en Nouvelle-Calédonie et une traduction du Nouveau testament en langue Ajie. En septembre 1920, chez son beau-père, universitaire, Maurice Leenhardt fait la connaissance de Lucien Lévy-Bruhl qui lui ouvre des portes dans les milieux de l'anthropologie et de l'ethnologie. Il rencontre Marcel Mauss, Paul Rivet.
En 1923-1924, pendant dix-sept mois, il mène un voyage d'enquête sur les missions chrétiennes protestantes en Afrique noire, cinq pays et 25 stations :
- Gabon : Libreville, Baraka, Lambaréné, Talagouga, Samkita, N'Gomo, Port-Gentil, Cap Lopez,

Maisons missionnaires au Gabon.
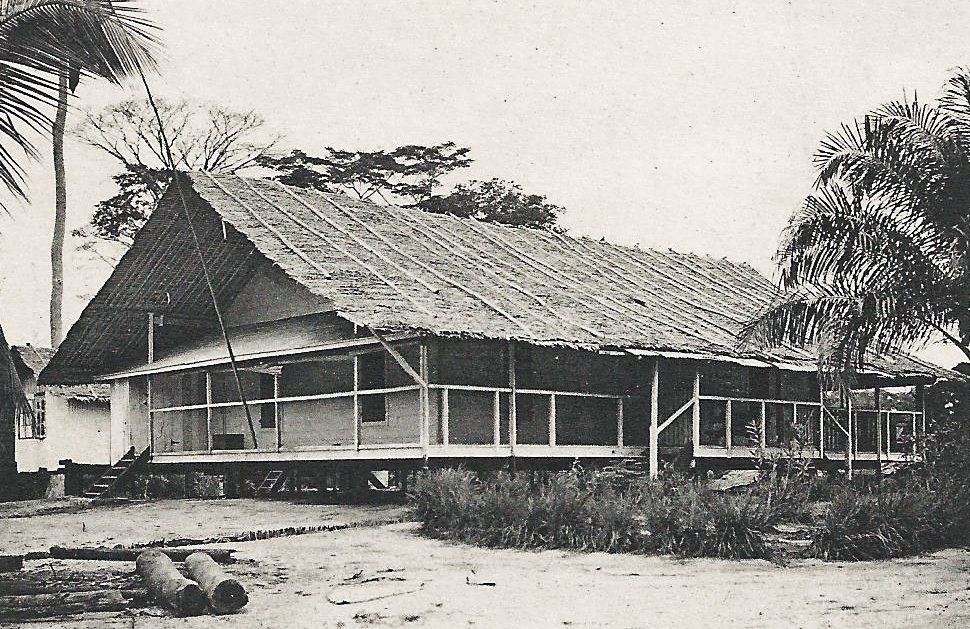
Talagouga.
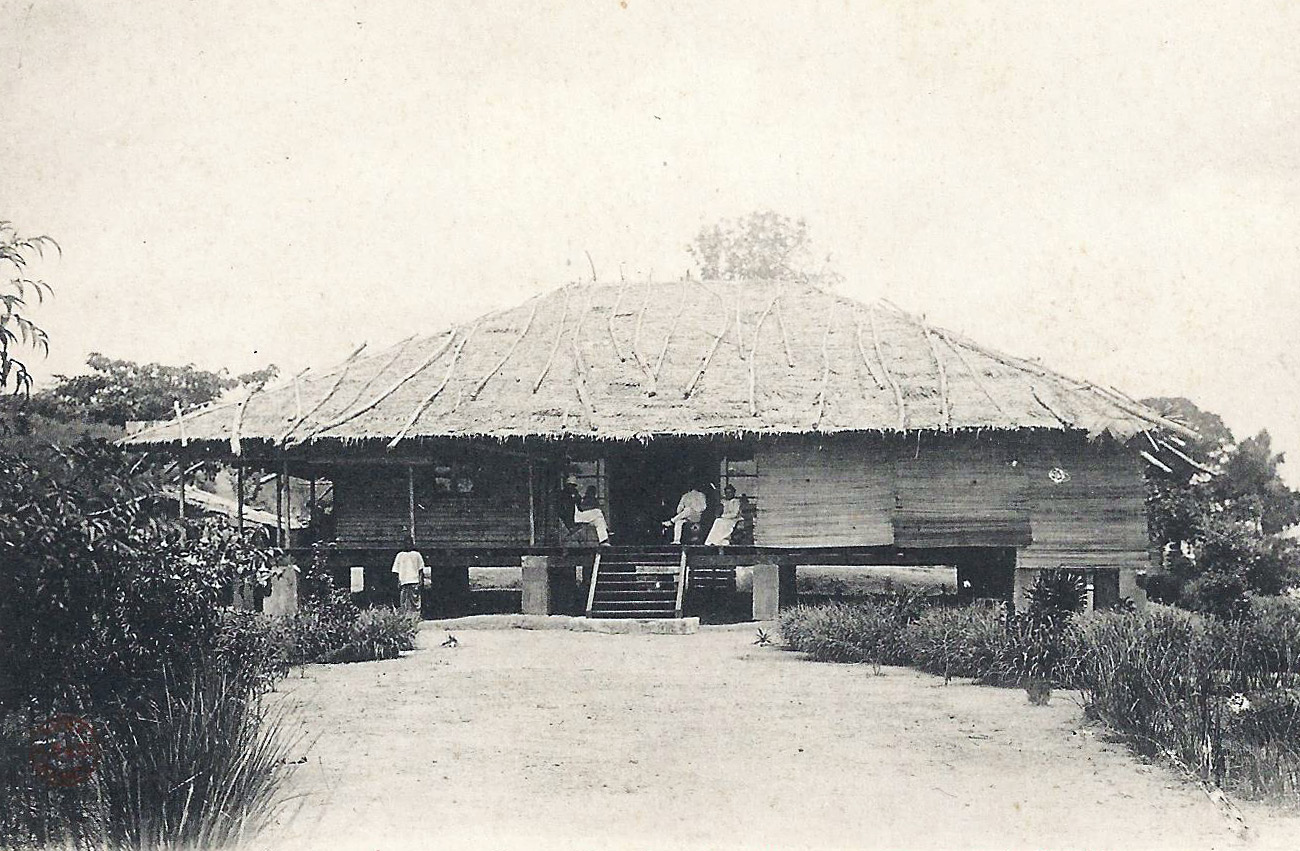
Samkita.
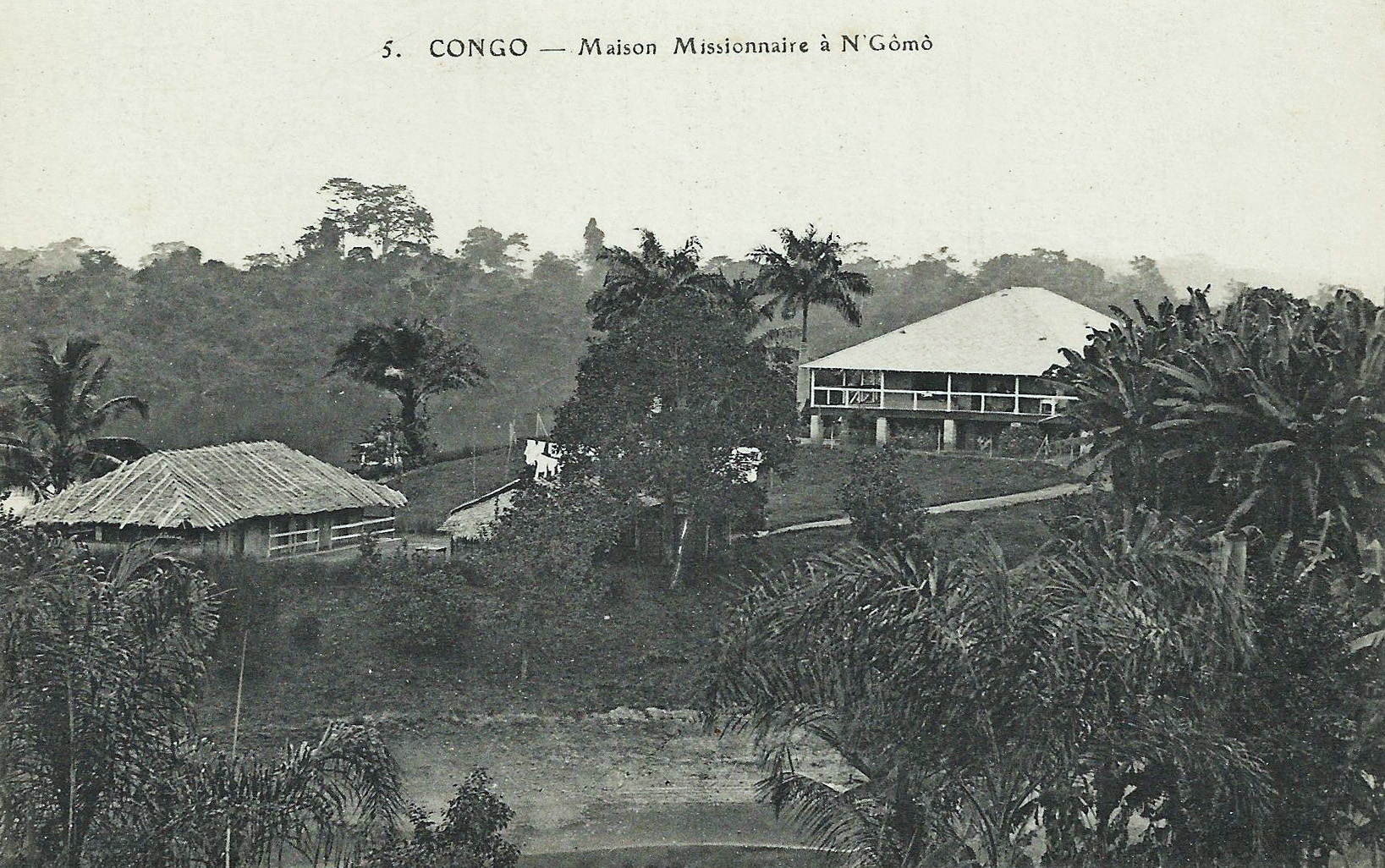
N'Gomo.

- Cameroun : Douala, Kribi, Bibia, Batanga, Elat (Ebowola),
- Mozambique : Lourenço Marquez,
- Lesotho ou Lessouto : Morija, Thaba Bossiou (Basutoland, François Colliard), (puis Buluwagu),
- Madagascar : Tamatave, Tananarive, Ambatolampy, Antsirabé, Mangarano, Ambositra, Fwianarantsoa, Manankavaly, Miarinnarivo,
- Zambèze : Lealni (1892), Lweneka, Secheké, Séfula (1891), Livingstone (1893)…

Il revient en Nouvelle-Calédonie, en 1925-1926, pour vingt-trois mois, sans être lié à Do Neva, repris par le pasteur Paul Pasteur, et se concentre sur l'ethnologie, les relevés généalogiques, la religion traditionnelle, puis rentre en métropole en 1927. Il enseigne à la  section de l'École pratique des hautes études (Sciences religieuses), où il succède à Marcel Mauss en 1940, et fonde la Société des océanistes (au Musée de l'Homme) en 1945, et qu'il préside de 1945 à 1952. Il y connaît aussi Claude Lévi-Strauss. Un de ses premiers étudiants est Michel Leiris.
Les tensions sont fortes également dans la grande famille du protestantisme français : un certain nombre de choix de Leenhardt sont remis en cause, dont la séparation du travail de pastorat et de missionnariat. Son neveu, Rey-Lescure, nommé pour le remplacer en 1925, encore moins souple, est envoyé ou renvoyé à Tahiti, dès 1932. Leenhardt est amené à se détacher du monde missionnaire protestant, à la suite de sérieux dysfonctionnements dans l'équipe de direction parisienne. Il participe toujours à la formation (Hermann Kruger) des futurs missionnaires, veut croire à une science missionnaire, et lance encore la revue Propos missionnaires.
Il participe avec Paul Rivet et Lucien Lévy-Bruhl à l'organisation de l'Exposition coloniale internationale de 1931. Avec d'autres, il proteste contre le zoo humain, principalement composé de kanak, et participe à sa dénonciation à la Ligue française pour la défense des droits de l'homme et du citoyen.
De 1926 à 1938, les relations de Leenhardt avec la Nouvelle-Calédonie se font uniquement par lettres et par visiteurs.
Il revient en Nouvelle-Calédonie, en 1938-1939, avec son épouse, comme responsable d'un projet de recherche ethnographique et linguistique de l'Institut d'Ethnologie (EPHE), dans le cadre d'une mission du tout nouveau CNRS. Il s'y trouve confronté à Pwagatch, devin traditionnel païen (jau), représentatif d'un ancien clan Diyô Janu (de Waèn), exilé au Vanuatu puis rapatrié à Bondé (côté Ohot), devenu d'une incontestable autorité spirituelle, formulant une réponse de la tradition au nouvel état des choses dans le milieu kanak et la colonie, et donc considéré comme un dangereux agitateur (néopaganisme, messianisme, sédition). Leur rencontre mène à une conversion de Pwagatch au protestantisme, manifestée dans des cérémonies d'une semaine à Coulna (district coutumier de la commune de Hienghène), fin janvier 1939. La conversion n'entraîne pas durablement les conséquences que peut attendre Pwagatch : prestige, protection, sympathie et issue de secours. Pwagatch est rapidement exilé aux Nouvelles-Hébrides (Vanuatu).

### 1939-1954
En France, il met en place, à partir de 1944, des enseignements de langues océaniennes à l'École des langues orientales (INALCO), surtout des langues kanak, principalement du houaïlou (ajië).
Il publie en 1947, Do Kamo. La personne et le mythe dans le monde mélanésien.
Il revient en Nouvelle-Calédonie en 1947-1948 comme premier directeur de l'Institut Français d'Océanie (IFO), à l'époque du gouverneur Georges Parisot. Les membres sont Pierre Routhier, André Arnould, Jacques Avias, Cohic, Legand, Dadant, Jean Guiart…

### Les apports à l’ethnologie
Les apports de Maurice Leenhardt à l'ethnologie sont considérables.
Avant Bronislaw Malinowski, il pratique l'ethnologie de terrain préconisée par Marcel Mauss du fond de leur bureau parisien. Pendant vingt-cinq ans, il pratique l'observation proche et la recherche active. Maurice Leenhardt n'a pas cherché à faire école. Il est l'un des premiers à envisager le phénomène social dans sa globalité, en étudiant aussi bien la linguistique, l'art, les mythes ou les activités traditionnelles du peuple kanak. Il est le premier auteur français à théoriser l'existence de la pensée mythique. Claude Lévi-Strauss a repris ce terme.
La structure de la personne dans le monde mélanésien, chapitre XI de Do Kamo : le personnage se définit par le jeu de ses relations complexes. Le centre de ces relations est vide, « un soi continuellement engagé en autrui » (Clifford). Chacun des nombreux noms de l'individu le représente dans une de ses relations parentale ou mythique, ses virtualités. Aucun de ses noms ne recouvre la personne tout entière : être social, sans être individuel, un vide.
Dans cette anticipation du structuralisme, la pensée mythique en Mélanésie est corporelle autant que mentale. La Parole ou le Verbe sont constitutifs de la subjectivité. « (La relation) est un rapport communiel, c'est-à-dire un rapport personnel qui maintient la participation de personne à personne, et qui est proprement la réalité humaine », (Do Kamo, 271).
Communion, surabondance, plénitude. « Go do kamo : je suis vraie personne » (Do Kamo, 271).

### Vie personnelle
En juillet 1902, il épouse Jeanne Michel (1881-1970), fille de l'historien de l'art André Michel. Ils ont 5 enfants. Son fils aîné Raymond Leenhardt (1903-1982) devient à son tour pasteur et essayiste,,. Maurice Leenhardt est un cousin par alliance des administrateurs coloniaux Paul Feillet (en poste à Nouméa de 1894 à 1903) et Charles Amédée Rognon.

## Publications

### Ouvrages
- 1902 : Le Mouvement éthiopien au sud de l'Afrique. (rééd. 1976, Académie des sciences d'outre-mer).
- 1909 : La Grande Terre. (Brochure, Société des missions évangéliques, Éd. augmentée en 1922).
- 1922 : Traduction du Nouveau Testament en langue houaïlou.
- 1930 : Notes d'ethnologie néo-calédonienne. (Institut d'ethnologie).
- 1932 : Documents néo-calédoniens. (Institut d'ethnologie).
- 1935 : Vocabulaire et grammaire de la langue houaïlou. (Institut d'ethnologie).
- 1937 : Gens de la Grande Terre. (Gallimard), 2nde éd. 1952.
- 1938 : Alfred Boegner. (Société des missions évangéliques).
- 1946 : Langues et dialectes de l'Austro-Mélanésie. (Institut d'ethnologie).
- 1947 : L'art océanien. (Éd. du Chêne).
- 1947 : Do Kamo. La personne et le mythe dans le monde mélanésien. (Gallimard, 1947, 1971 et 1985).
- 1949 : Les Carnets de Lucien Lévy-Bruhl, préface de M. Leenhardt; Bibliothèque de Philosophie contemporaine (Paris, P.U.F., 1949).

### Articles
- [1958]  :  Notes de sociologie religieuse sur la région de Canala (Nouvelle-Calédonie), Cahiers Internationaux de Sociologie (FRA), 1958, Vol. 24. (préfacé et annoté par Jean Guiart). [PDF] [lire en ligne]  sur l'Institut de recherche pour le développement (IRD, ex. ORSTOM).
- [1967]  : Guiart, Du sorcier imaginé au voyant professionnel, RHR, 1967, no 172 [lire en ligne].
- [1978]  : Leenhardt, Le Grand Chef Amane des Poyes de 1898 à 1917, journal de la société des océanistes (JSO), 1978, no 34 [lire en ligne].

## Critiques
Critiques anciennes
Le pasteur a été très bien accueilli à son arrivée. La société coloniale locale l'a de moins en moins apprécié, jusqu'à ce qu'on cherche et parvienne (provisoirement) à s'en débarrasser.
Il a enseigné et fait enseigner à lire, écrire et compter, à de jeunes Mélanésiens confiés par leurs parents. Les enfants ont été ensuite capables de les remplacer pour une relative émancipation économique : vendre et acheter à meilleur prix, se passer d'intermédiaires coloniaux (avec commissions et culbutes), contrôler poids, mesures, décomptes…
Briser l'échange inégal a également consisté à vendre des marchandises à prix coûtant aux indigènes, et à exiger que les fournisseurs, employeurs et autres colons, paient régulièrement leur dû, ne serait-ce que pour assurer la nourriture quotidienne des 200 personnes de la communauté, chaque année.
Sa propre église lui a également reproché d'avoir rééquilibré la station ou mission de Do Néva, en mettant en place dans chaque village une école de proximité, avec un moniteur, en plus d'un pasteur.
Critiques récentes
La distinction (1937, pp. 171-185) entre rhe(e) (totem) et bao-bâö (dieux) est discutée : les bao sont autant les génies de la nature que les ancêtres décédés déifiés.
Alban Bensa considère la notion de conscience mythique comme partie d'une sorte de théologie ethnologique missionnaire dépassée : « Les sociétés mélanésiennes sont des sociétés éminemment politiques, où la discussion et l'art de faire valoir son point de vue sont très développés », (Chroniques kanak, 1995:152).
Éric Wittersheim, Des sociétés dans l'état (2006:42) : « Cantonnés autour de la mission, déresponsabilisés et infantilisés par la vision paternaliste des religieux occidentaux, les Kanak que décrit Leenhardt ne semblent pas le moins du monde affectés par ces bouleversements. Comment Leenhardt a-t-il pu à ce point ignorer l'aliénation profonde dont était victime la société kanak du fait de la situation coloniale, alors qu'il s'employa souvent à les défendre face à l'administration coloniale ? ».
Michel Naepels, (Histoires de terres kanakes. Conflits fonciers et rapports sociaux dans la région de Houaïlou (1998:73-86), et Conjurer la guerre. Pouvoir et violence à Houaïlou (2013), écorne Leenhardt dans le premier ouvrage, ce qui lui vaut une forte réaction de Jean Guiart dans Maurice Leenhardt, le lien d'un homme avec un peuple qui ne voulait pas mourir (2003).

## Publications

### Ouvrages
- 1902 : Le Mouvement éthiopien au sud de l'Afrique. (rééd. 1976, Académie des sciences d'outre-mer).
- 1909 : La Grande Terre. (Brochure, Société des missions évangéliques, Éd. augmentée en 1922).
- 1922 : Traduction du Nouveau Testament en langue Ajie.
- 1930 : Notes d'ethnologie néo-calédonienne. (Institut d'ethnologie).
- 1932 : Documents néo-calédoniens. (Institut d'ethnologie).
- 1935 : Vocabulaire et grammaire de la langue houaïlou. (Institut d'ethnologie).
- 1937 : Gens de la Grande Terre. (Gallimard), 2nde éd. 1952.
- 1938 : Alfred Boegner. (Société des missions évangéliques).
- 1946 : Langues et dialectes de l'Austro-Mélanésie. (Institut d'ethnologie).
- 1947 : L'art océanien. (Éd. du Chêne).
- 1947 : Do Kamo. La personne et le mythe dans le monde mélanésien. (Gallimard, 1947, 1971 et 1985).
- 1949 : Les Carnets de Lucien Lévy-Bruhl, préface de M. Leenhardt; Bibliothèque de Philosophie contemporaine (Paris, P.U.F., 1949).

### Articles
- « Notes de sociologie religieuse sur la région de Canala (Nouvelle-Calédonie) » (préfacé et annoté par Jean Guiart), Cahiers internationaux de sociologie, vol. 24,‎ 1958 (lire en ligne [PDF])
- Jean Guiart, « Du sorcier imaginé au voyant professionnel », Revue de l'histoire des religions, no 172,‎ 1967 (lire en ligne)
- Maurice Leenhardt, « Le Grand Chef Amane des Poyes de 1898 à 1917 », Journal de la Société des océanistes, no 34,‎ 1978 (lire en ligne)

## Distinctions et postérité
- Officier de la Légion d'honneur, 1954[42].

- Membre de l'Académie des sciences coloniales[43]
- Le lycée protestant de Nouméa est nommé lycée Do Kamo, en souvenir de l'ouvrage de Maurice Leenhardt[44].
- Le 12 août 1978, un timbre est émis par la poste française à son effigie (N°422 de la Série Nouvelle-Calédonie) en commémoration du centième anniversaire de sa naissance.